# Santa Teresa de Jiricuichi
Santa Teresa de Jiricuichi är en ort i Mexiko.   Den ligger i kommunen Dolores Hidalgo och delstaten Guanajuato, i den centrala delen av landet, 270 km nordväst om huvudstaden Mexico City. Santa Teresa de Jiricuichi ligger 1 923 meter över havet och antalet invånare är 384.
Terrängen runt Santa Teresa de Jiricuichi är en högslätt. Runt Santa Teresa de Jiricuichi är det ganska tätbefolkat, med 93 invånare per kvadratkilometer. Närmaste större samhälle är Dolores Hidalgo, 4,8 km väster om Santa Teresa de Jiricuichi. Trakten runt Santa Teresa de Jiricuichi består till största delen av jordbruksmark.